# Kvevri

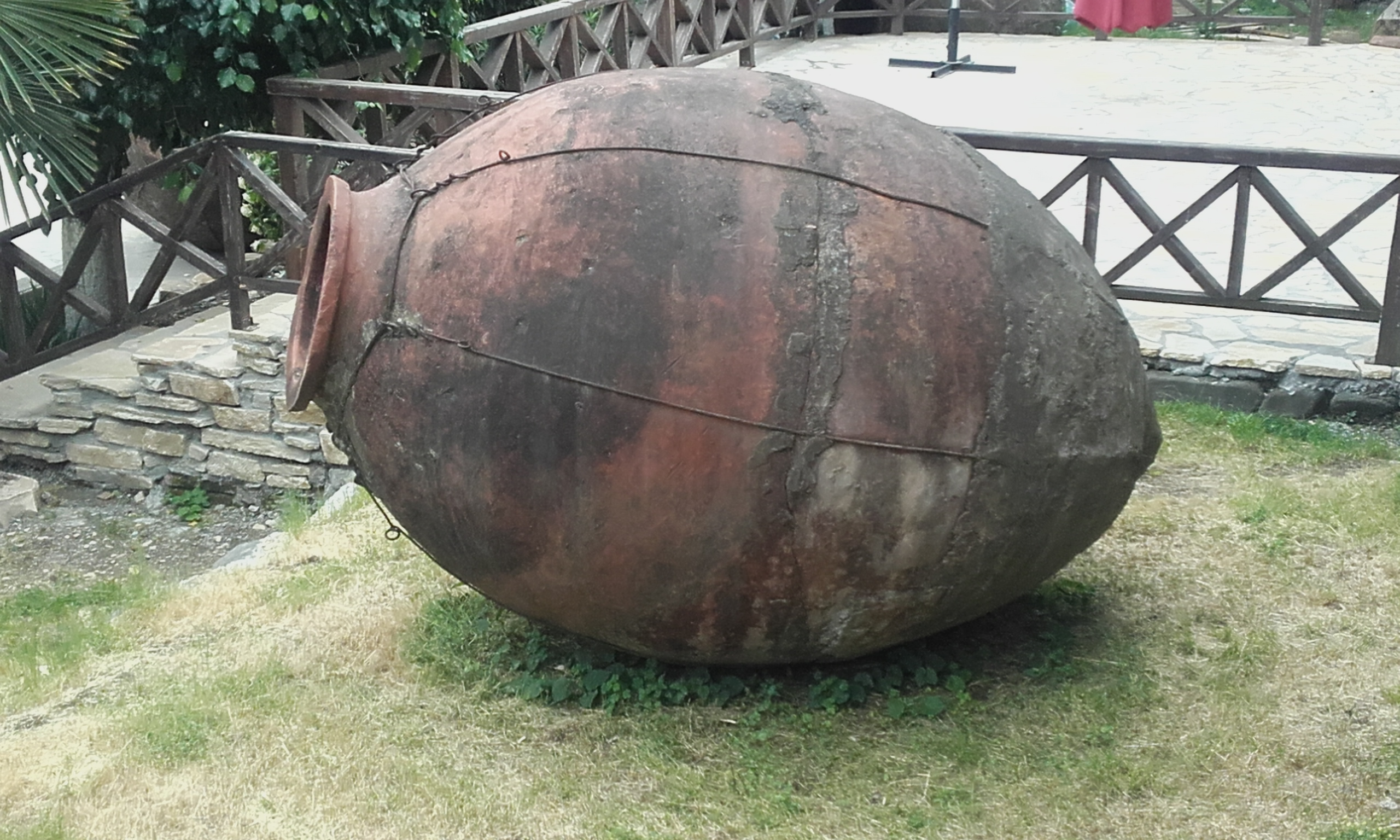
Egy régi, nagy méretű kvevri

A kvevri vagy qvevri (grúzul: ქვევრი [ˈkʰvɛvɾi]) – más néven Nyugat-Grúziában csuri (grúzul: ჭური [ˈtʃʼuɾi]) – a hagyományos grúz bor erjesztésére, tárolására és érlelésére használt nagy méretű agyagedény, a borkészítés legősibbnek tekinthető formája. A nagy, tojás alakú, fogantyú nélküli égetett agyagedények amforákra hasonlítanak, és vagy a föld alá temették őket, vagy nagy borospincék padlójába építették be őket. A kvevrik mérete változó: a térfogatuk 20 liter és 15 000 liter között mozog; a  legelterjedtebb a 800 literes térfogat.

## Története
A dél-grúziai Kvemo Kartli régióban (nevezetesen Dangreuli Gora, Gadacsrili Gora és Imiri faluban) végzett régészeti ásatások során szőlőszemek és kvevrik nyomaira bukkantak, amelyek az i. e. 6. évezredből származnak. 8000 éves múltjával ez tekinthető a legősibb bortároló edénynek.
A borral együtt az agyagedények is elterjedtek az ókorban, átalakított változataik lettek a görögök altal elterjesztett amforák, melyeket a jobban szállítható kelta fahordók csak a Kr. u. 1. században kezdtek el kiszorítani.
A szovjet uralom idején megindult a szőlőtermesztés és borkészítés államosítása, majd erőltetett iparosítása, ezzel drasztikusan csökkent a minőség, és a hagyományos kvevriben történő borkészítés is majdnem kihalt. A Szovjetunió felbomlása után azonban megindult a visszarendeződés. Mivel a grúz borok orosz piaca a 2008-as orosz–grúz háború óta teljesen elapadt, Grúzia újjáélesztette ezt az ősi borkészítési módszert, amely világszerte érdeklődésre tart számot. Különböző grúziai kereskedelmi borászatok külföldre exportálják a kvevri borokat, és néhány európai és amerikai borász is átállt a kvevri bor készítésére.
A kvevri és a kvevriben történő borkészítés hagyománya 2011-ben felkerült Grúzia szellemi kulturális örökségének nyilvántartásába. 2013-ban az UNESCO a kvevriben történő borkészítés hagyományos grúziai módszerét Qvevri bor néven felvette a világ szellemi kulturális örökségének listájára.
A guriai Atszana; az imereti Makatubani, Csrocsa, Tq'emlovana és Cskhiroula; valamint a kaheti Vardisubani falvak máig hagyományos kvevrikészítő területek. A kézműves családok generációkon keresztül adták tovább az ősi mesterség tudását. Növekvő népszerűsége ellenére mégis a kihalás veszélye fenyegeti a szakmát. A kvevri készítéséhez használt agyagot gondosan kell kiválasztani, mivel annak tulajdonságai befolyásolják a benne tárolt bor ásványianyag-tartalmát.

## Használata és jellemzői
A Kvevriben történő borkészítés során a szőlőt kipréselik, majd a levet, a szőlőhéjat, a szárakat és a magokat a kvevribe töltik, melyet ezután légmentesen lezárnak (hagyományos módon a kerek fedőt körbeöntik méhviasszal). A levet ezután legalább öt-hat hónapig hagyják borrá erjedni, mielőtt lefejtik és palackozzák. A visszamaradó elegyet (a magok, a héj és a törköly) grúzul csacsának nevezik. Ebből desztillálják azt a hagyományos grúz törkölypálinkát, melyet szintén csacsának neveznek. Az üres kvevrit ezután kimossák, mésszel sterilizálják, és újra bevonják méhviasszal, ezzel készen áll az újratöltésre.
A hagyományos grúz borok nem képviselnek egységes stílust. Közös jellemzőjük, hogy készítésüket teljesen a földbe temetett kvevrikben végzik, így még a kivezető nyak is a talajszint alatt marad, ezzel állandó hőmérsékleten tartva az erjedő mustot, valamint az átfejtett, kész bort. A hagyományos grúz borok közül a legszokatlanabb és legarchaikusabb a fehér kaheti bor (más néven narancs- vagy borostyánbor), melyet több hónapig erjesztenek a szőlő héjával, magjaival és szárával a föld alatt. A „kaheti módszer” a grúz borkészítési hagyományok szélsőséges irányzata, míg a mérsékelt frakció az úgynevezett „imereti módszert” képviseli. A kaheti módszertől a felhasznált csacsa (cefre) mennyiségében és minőségében különbözik. Az imereti módszer csupán a csacsa egy részét, nagyjából egytizedét használja fel, a szárat pedig egyáltalán nem. A készítési folyamat többi része alapvetően ugyanúgy zajlik. Az eredmény egy olyan bor, mely sokkal közelebb áll az európai normákhoz, és nem olyan tanninos, mint a hagyományos kaheti bor, bár ebben az esetben a hosszú kvevri érlelés adja meg a vitathatatlan grúz jegyeket. Közbülső helyet foglal el a kaheti és az imereti stílus között a Kartli tartományból (Közép-Grúzia) származó hagyományos fehérbor, ahol a kvevribe kerülő musthoz egyharmad részben száras csacsát adnak.
A múltban a kvevrit pálinka, gabona, vaj, sajt és számos más romlandó élelmiszer tárolására is használták, bár Grúziában elsősorban mindig is a borkészítéshez. Ilyen nagy méretű kerámia tárolóedényeket számos országban készítenek, de csak Grúziában, Spanyolországban (vino de tinaja, vino de pitarra) és Portugáliában (vinho de talha) használják borkészítésre.
A kvevrit használó borászok azt állítják, hogy boruk természeténél fogva stabil, tanninokban gazdag, és nem igényel kémiai tartósítószereket a hosszú élettartam és a kiváló íz biztosítása érdekében. A kvevri borban található tanninok korlátozzák a fehérjetartalmat és megakadályozzák a zavarosságot.
A „kuevri bor” (általánosságban), az „amfora bor” és a „kuevri bor kaheti stílusban” kifejezéseket gyakran használják ugyanabban az összefüggésben. Ezek a borok jelentősen különböznek egymástól a szőlőfajtától, a filozófiától és a termelők földrajzi elhelyezkedésétől függően, és az európai borkultúrában otthonosan mozgó fogyasztók számára sok megszokást igényelnek.
Az EU-ban nincs szabályozás erre a borkategóriára vonatkozóan. Nem lehet minőségi borként, hanem csak borként (korábban asztali bor) forgalmazni. A kuevri bor (vagy az előbb említett kifejezések) csak akkor jelölhető „bio” vagy „ökológiai borként,” ha bejegyzett (biotermelők szövetsége) és ellenőrzött „bio-biológiai” vagy „biodinamikus” borászati üzemben termelték. Mivel a kvevri bor különösen régi termelési mód, ezt a módszert alkalmazzák egyes biodinamikus borok készítői is. 

## Galéria

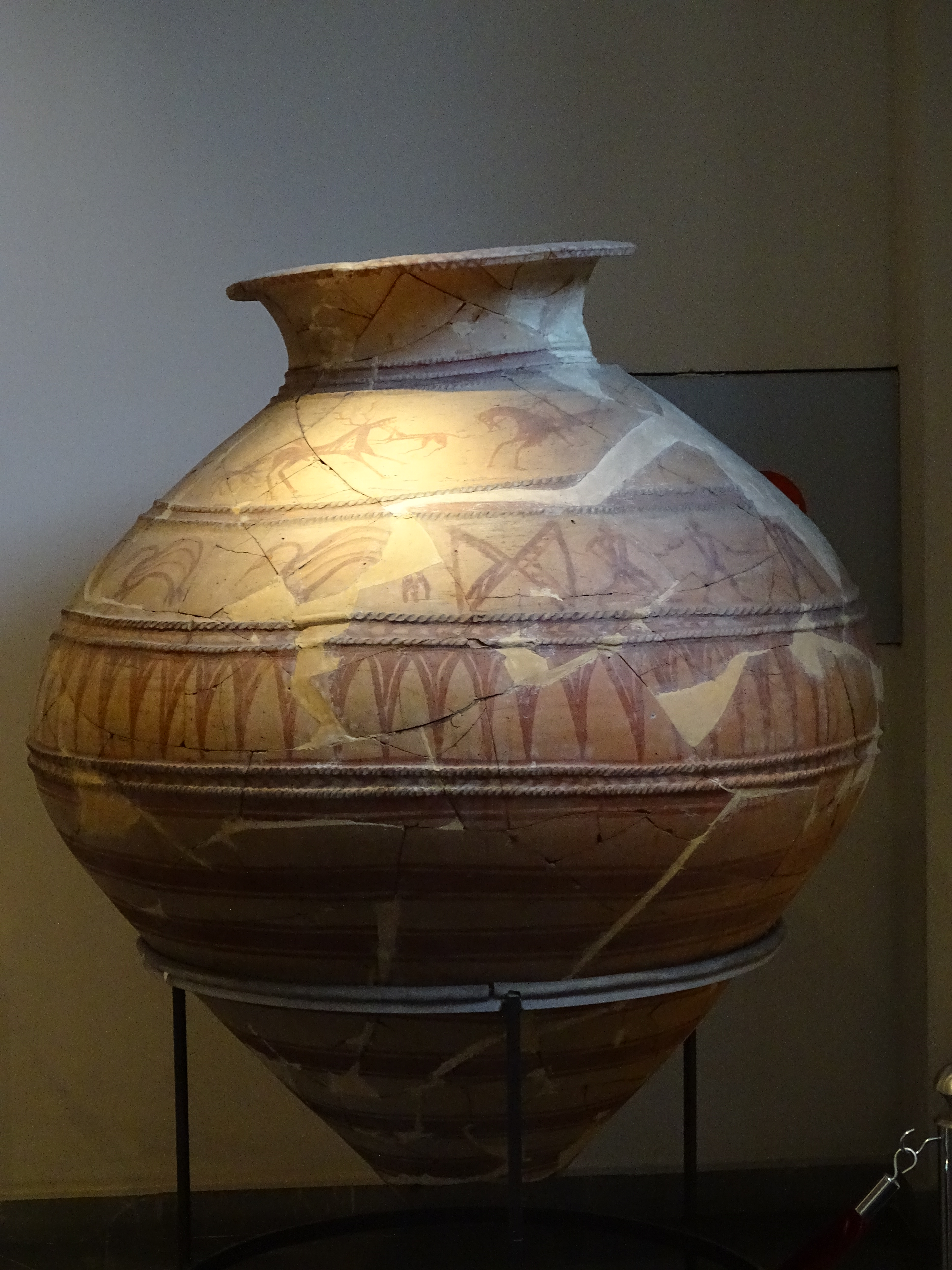
A Grúz Nemzeti Múzeumban őrzött ókori kvevri
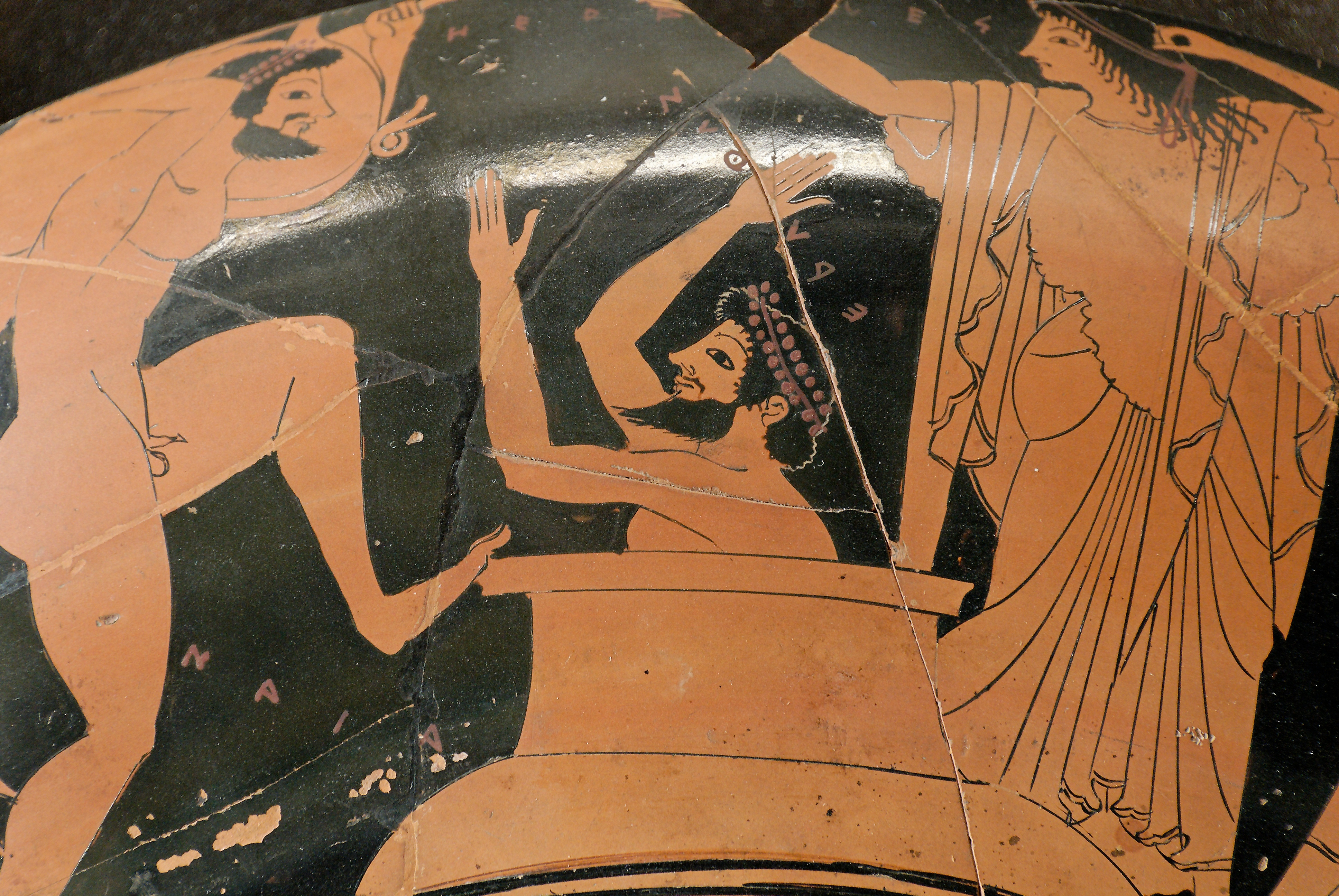
Héraklész legendája szerint Eurüsztheusz egy ehhez hasonló agyagkorsóban rejtőzött el
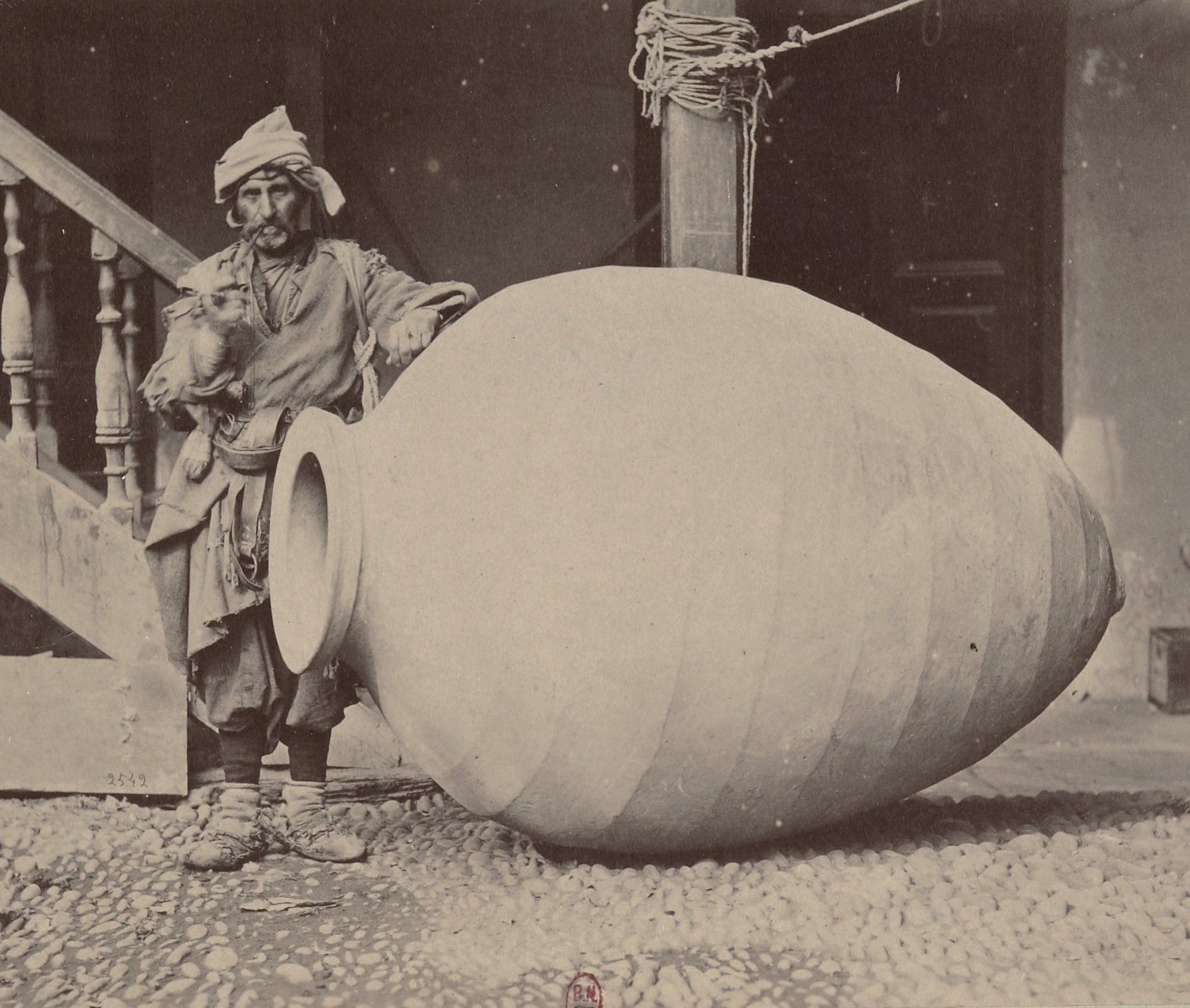
1881-es fényképen
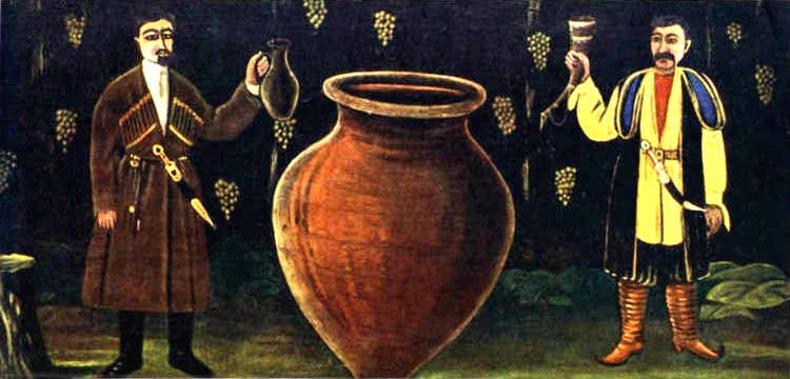
Niko Piroszmani: Két grúz a maraniban című festménye
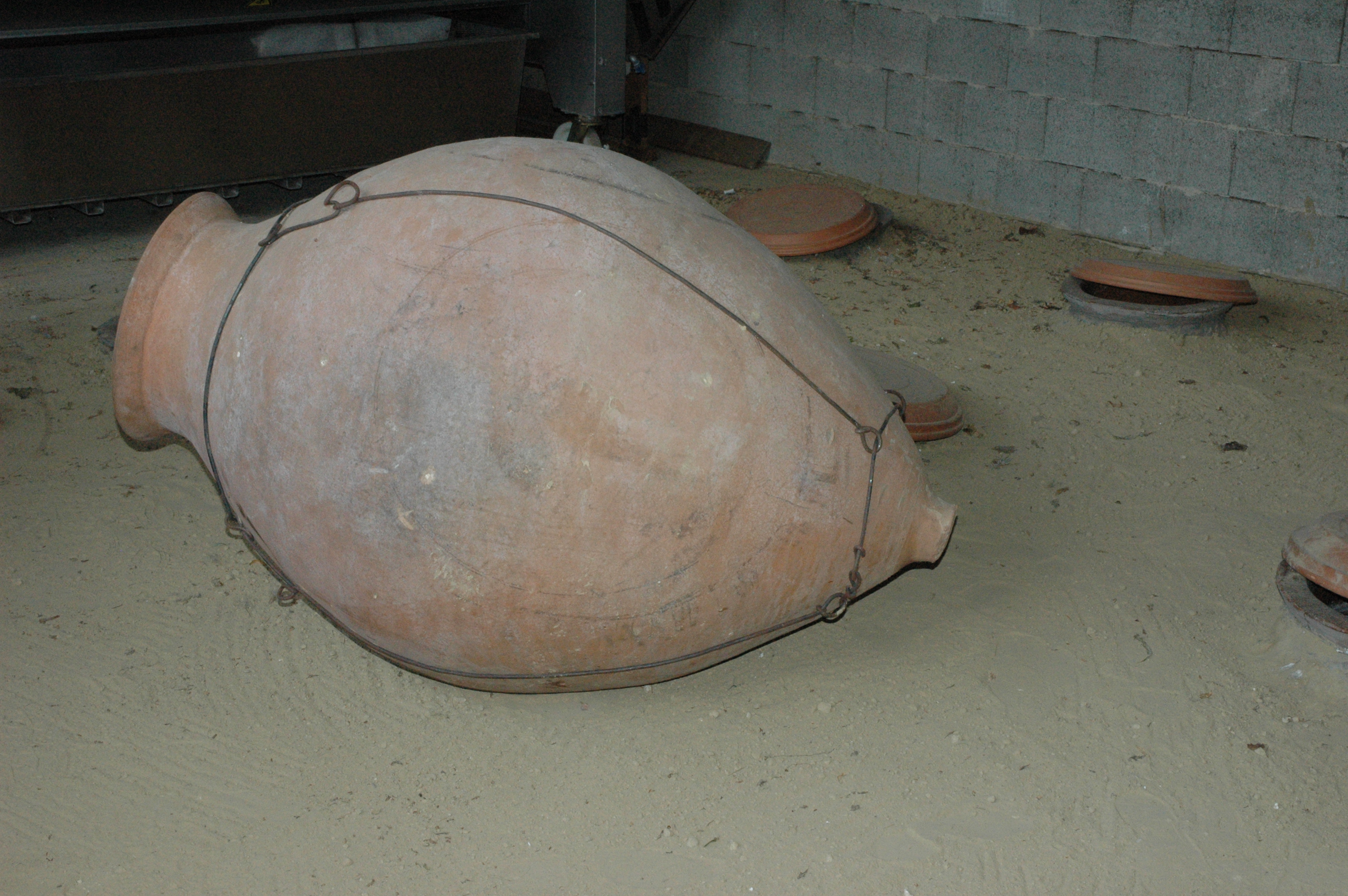
Egy kiásott agyagedény
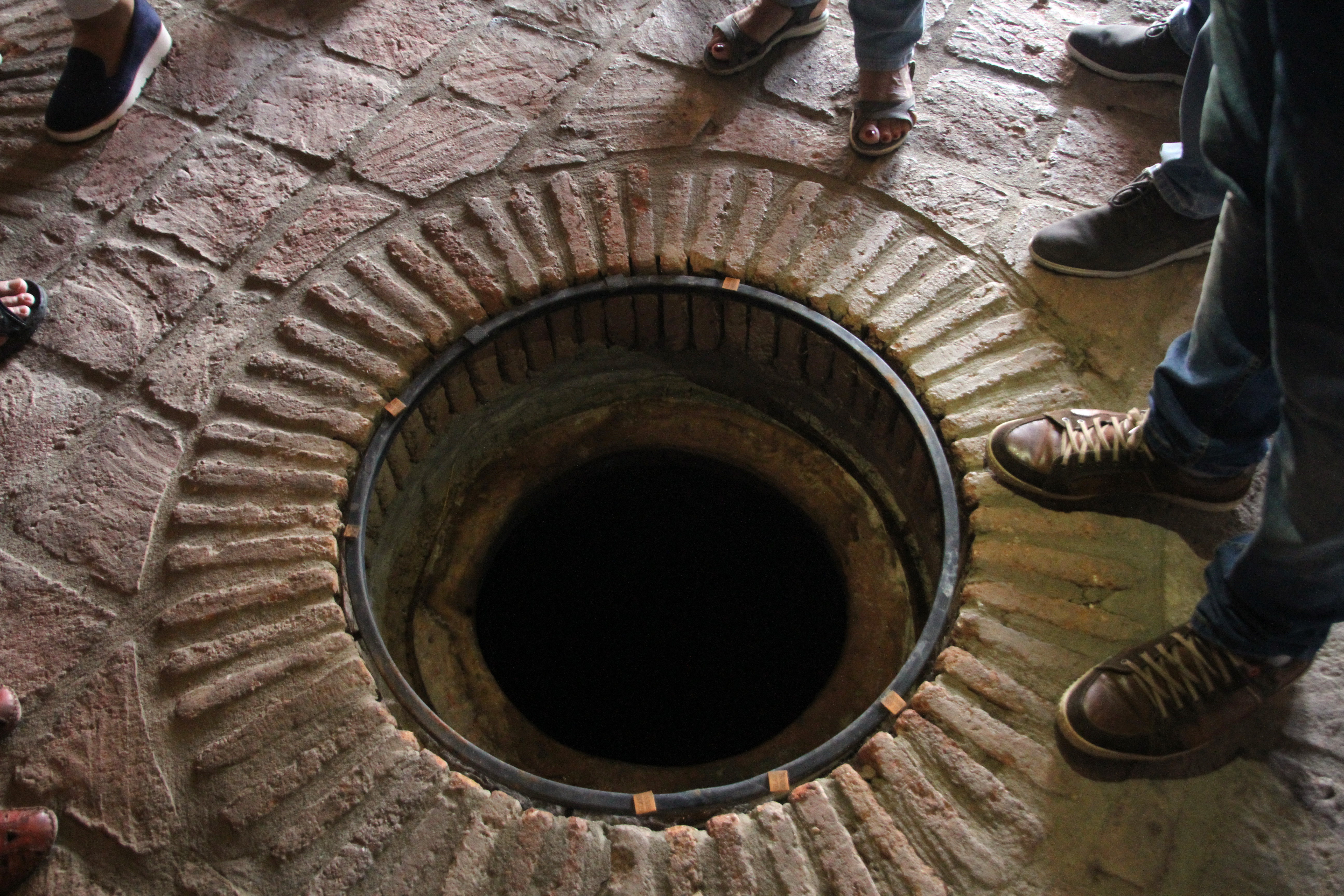
Egy beásott kvevri lezárható nyílása
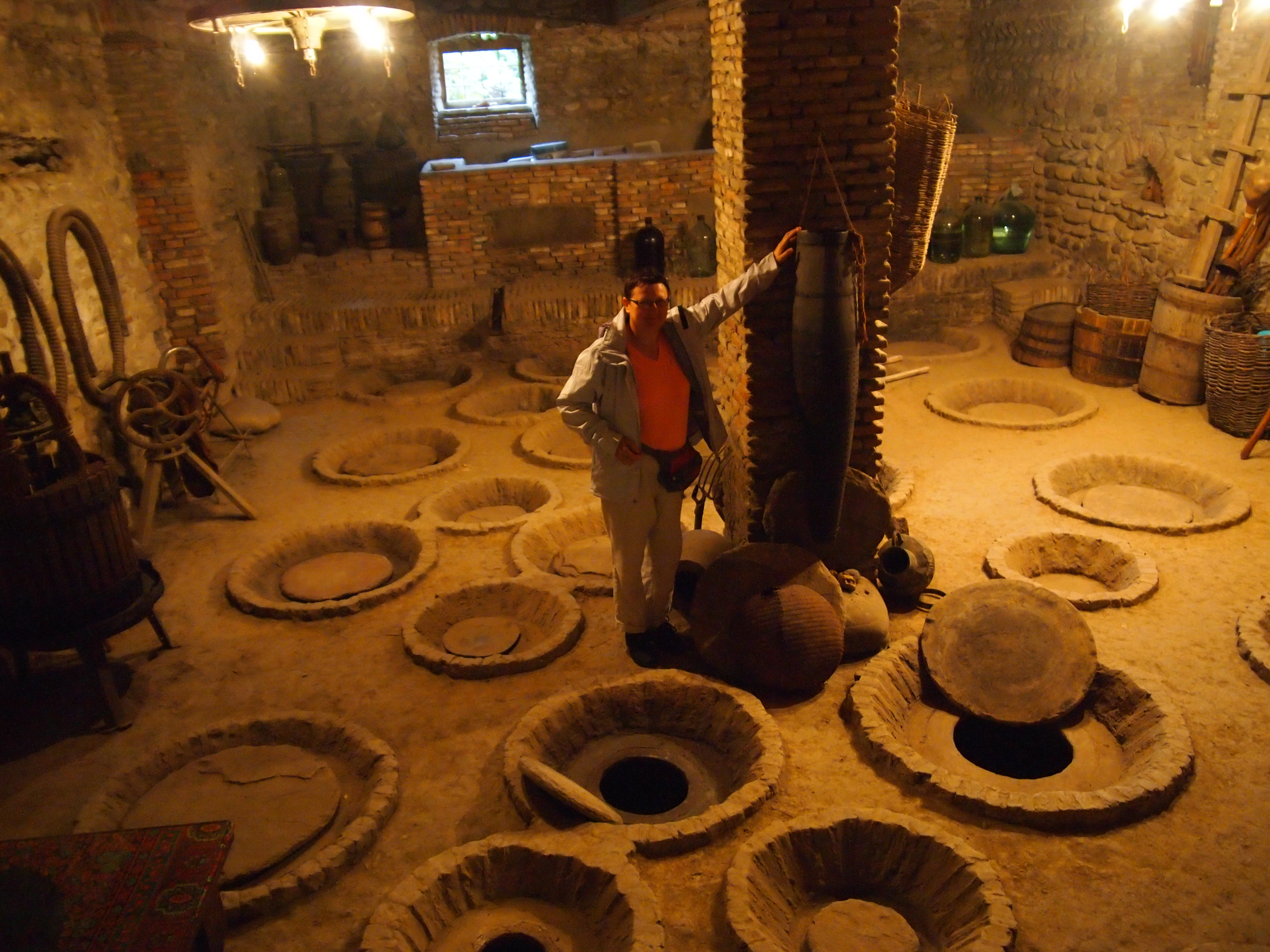
Hagyományos grúz pince (marani) belseje
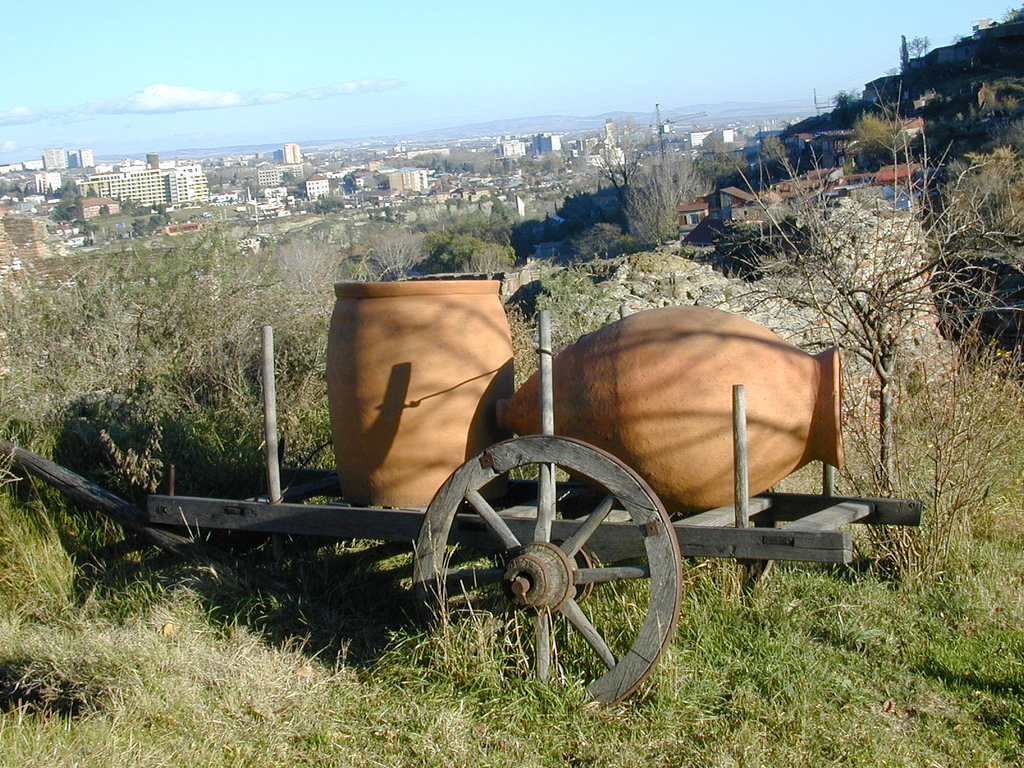
Az edények és a bor szállítására készített kocsi

## Fordítás
- Ez a szócikk részben vagy egészben  a   Kvevri című angol Wikipédia-szócikk ezen változatának fordításán alapul.  Az eredeti cikk szerkesztőit annak laptörténete sorolja fel. Ez a jelzés csupán a megfogalmazás eredetét és a szerzői jogokat jelzi, nem szolgál a cikkben szereplő információk forrásmegjelöléseként.